# Era de diamant
Era de diamant (engleză The Diamond Age: Or, A Young Lady's Illustrated Prime) este un roman științifico-fantastic postcyberpunk de Neal Stephenson. Acțiunea romanului are loc într-un viitor în care nanotehnologia afectează toate aspectele vieții. A câștigat în 1996 Premiul Hugo și Premiul Locus.